# Gospodarka czasu rzeczywistego
Gospodarka czasu rzeczywistego - model gospodarki, w którym wszelkie transakcje finansowe odbywają się w środowisku cyfrowym. Koncepcja opracowana i rozwijana przez Uniwersytet Aalto w Finlandii.